# 尼康F3
尼康F3（Nikon F3）是日本尼康照相机公司于1980年发布的第3代顶级型号35毫米胶卷单镜反光照相机。也是尼康生产时间最长的顶级型号单镜反光相机，从1980年正式发布至2002年完全停产，作为一款手动单反相机，这种长时间的持续生产是十分少见的。
F3功能虽然简单易用但又能满足绝大多数人乃至专业摄影师的需求是其广受好评的原因，同时F3拥有众多的配件与可互换附件，扩展了其在不同用途下的使用范围。
1982年，尼康推出了F3的批量生产改进型号F3HP，其中HP（High EyePoint）型取景器的高眼点设计使得取景更加便捷，也使得戴眼镜的用户可以更加轻松地取景和对焦，因此F3HP一经推出便广受好评。此后市场上所售的F3基本均为F3HP。
此外，F3还衍生出了诸如世界第二快连拍速度的F3H,记者专用版的F3P，以及纪念版的F3T等多种限量版本，各种限量版本均是在F3基础型号上进行针对性的修改，适应不同特殊消费群体的需求。
2002年，日本尼康照相机公司正式宣布停产尼康F3，自此日本主流相机厂商完全停止了几乎所有类型各种型号手动单反相机的生产，仅有尼康FM10一种低端相机在少量生产。
F3能够持续生产如此之久，究其原因是与尼康公司的F型卡口不曾改动有着密切的关系。现代生产的自动对焦镜头，除去新型的G型镜头外，均可在手动相机上进行手动对焦使用，不存在其他品牌相机的自动/手动相机卡口不兼容问题。所以也有意见认为，并非是其他日本厂商没有实力推出类似F3一样的顶级相机并持续生产，而是因为80年代中后期的自动相机技术革命，迫使绝大部分厂家更改了镜头卡口，唯独尼康坚持在原有F卡口上进行改进，因而挽留了自有品牌的手动相机用户。因此尼康F3的长寿某种意义上也是一种市场与技术的平衡结果。